# Лектини
Лектините са белтъчини, свързващи въглехидратите, които се срещат в бобовите растения, доматите, някои млечни продукти и други.

## Описание
Лектините могат да бъдат разделени на много видове, някои от които токсични (например рицинът). Функциите, които обикновено изпълняват, са регулиране на количеството белтъчини в кръвта, подпомагане на имунната система, свързване на клетки.
Счита се, че някои хора, както към глутена, могат да развият непоносимост и към лектините.